# بدر العنبري
بدر العنبري، لاعب كرة قدم كويتي سابق. لعب مع نادي الكويت، وسجل الهدف الرابع في مرمى نادي التضامن الكويتي في نهائي كأس الأمير 1986/1987. وهو أخ اللاعب الكويتي عبد العزيز العنبري.